# Enakostranični mnogokotnik
Enakostránični mnogokótnik je v ravninski geometriji mnogokotnik, pri katerem imajo vse stranice enako dolžino - so skladne.
Enakostranični trikotnik je na primer trikotnik z vsemi tremi stranicami enako dolgimi. Vsi enakostranični trikotniki so med seboj podobni, njihovi notranji koti pa so enaki 60 stopinj.
Enakostranični štirikotnik je romb, katerega posebni primer je kvadrat.
Enakostranični mnogokotnik, ki je tetivni (njegova oglišča ležijo na njegovi očrtani krožnici), je pravilni mnogokotnik (mnogokotnik, ki je hkrati enakostranični in enakokotni).
Vsi enakostranični štirikotniki so konveksni. Obstaja konkavni enakostranični petkotnik, kot tudi konkavni enakostranični mnogokotniki z večjim številom stranic.
Vivianijev izrek se lahko posploši na enakostranične mnogokotnike.
Triambi, ki so enakostranični šestkotniki s trigonalno simetrijo, se pojavljajo v treh triambskih ikozaedrih:
- Mali triambski ikozaeder
- Srednji triambski ikozaeder
- Veliki triambski ikozaeder